# Минуццо, Джованни
Джованни Минуццо (Minuzzo, Giovanni, его фамилию также пишут как Minutus, Minuto) — католический церковный деятель XI века. В 1067 году вместе с кардиналом Мейнардом был послан папским легатом в Милан. Вместе с кардиналом Пьетро Орсини был послан в качестве папского легата в Англию, где присутствовал на соборе в Винчестере в 1070 году. 